# ایتالیا در المپیک تابستانی ۱۹۴۸
ایتالیا در بازی‌های المپیک تابستانی ۱۹۴۸ که در شهر لندن بریتانیای کبیر برگزار شد، کاروان ایتالیا با ۲۱۳ ورزشکار در این رقابت‌ها شرکت کرد و موفق به کسب ۲۷ مدال (۸ طلا، ۱۱ نقره، ۸ برنز) شد. در جدول رتبه‌بندی توزیع مدال‌ها، ایتالیا در ردهٔ ۵ مسابقات قرار گرفت.

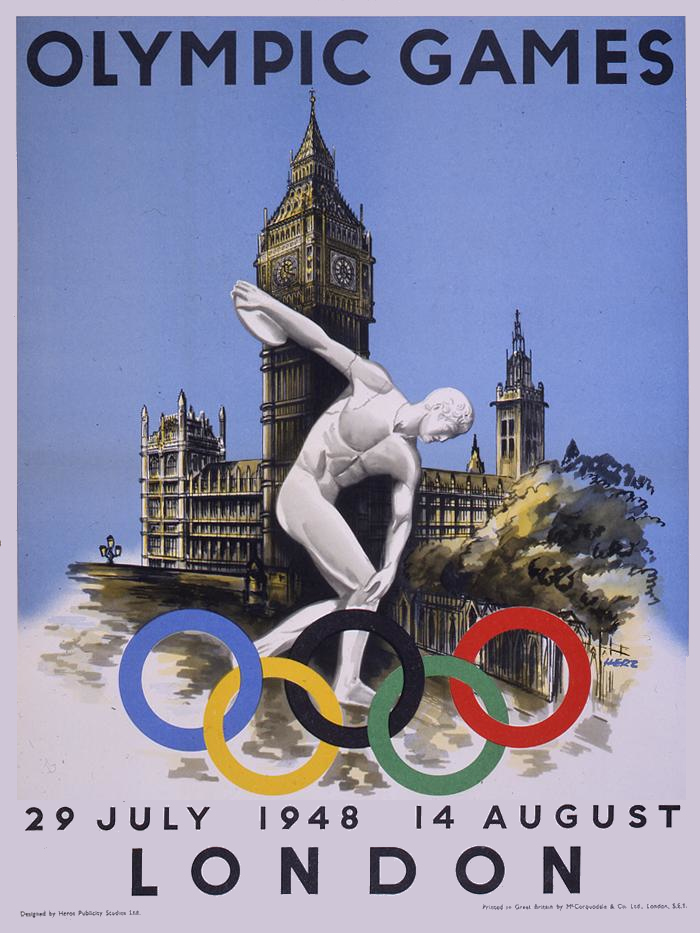
پوستر رسمی بازی‌های المپیک تابستانی ۱۹۴۸ ایتالیا